# Clarin (Bischof von Carcassonne)
Clarin (französisch Clarín, lateinisch Clarinus; † 1248) war ein Bischof von Carcassonne im 13. Jahrhundert.

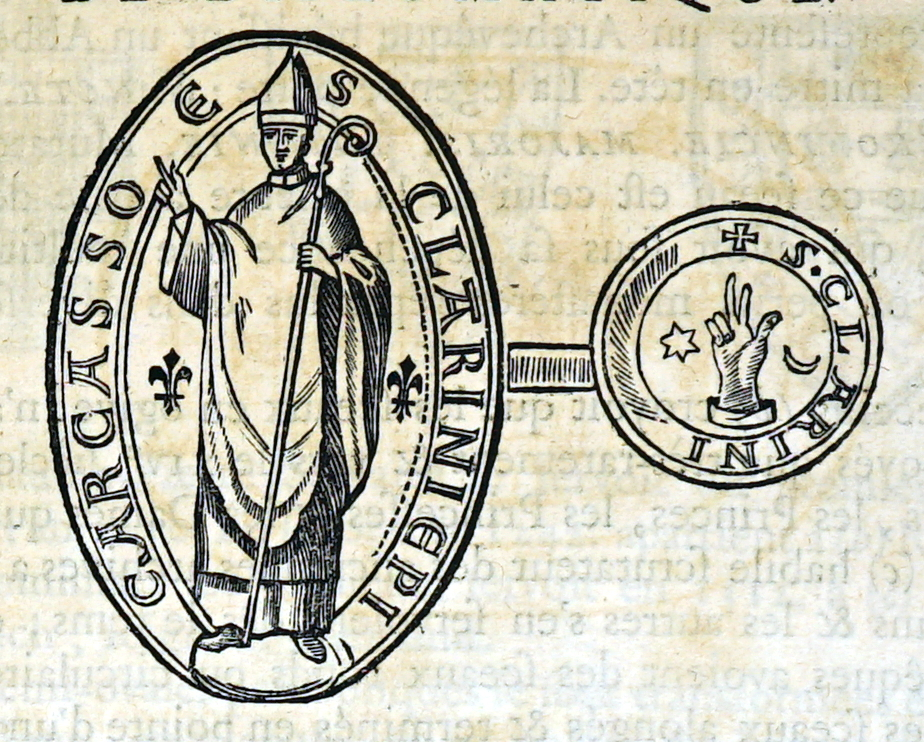
Das Amtssiegel des Bischofs Clarin von Carcassonne (S[IGILLVM] CLARINI EPI[SCOPI] CARCASSO[N]E) von der Urkunde aus dem Jahr 1229.

Clarin war ein Magister und der Hausgeistliche des Anführers des Albigenserkreuzzugs, Simon von Montfort. Als enger Vertrauensmann trat er zwischen 1211 und 1216 mehrfach als urkundlicher Zeuge in der Position eines Kaplans und Kanzlers für Montfort auf, darunter am 22. Mai 1215 in Carcassonne in Anwesenheit des Kronprinzen Ludwig VIII. von Frankreich. Nach Montforts Tod vor Toulouse im Mai 1218 übernahm Clarin die Kanzleigeschäfte für dessen Sohn und Nachfolger Amalrich VII. von Montfort, mit dem er nach dessen Kapitulation im Januar 1224 nach Nordfrankreich zurückgekehrt sein dürfte. Im Gefolge des nunmehrigen Königs Ludwig VIII. konnte Clarin im Jahr 1226 in den Süden zurückkehren. Im September jenes Jahres wurde er noch vom König für den Posten des Bischofs von Carcassonne nominiert. Dieses Kirchenamt war seit dem Tod des Bischofs Guido 1223 vakant und durch die Einsetzung Clarins sollte eine mögliche Restauration des Bernhard Raimund von Roquefort († 1231) verhindert werden, des im Jahr 1212 vertriebenen Amtsinhabers, der einer berüchtigten Ketzerfamilie angehörte.
Als Bischof war Clarin ein Verfechter der im Vertrag von Meaux-Paris (1229) bestimmten Friedensordnung für das damalige Südfrankreich (Okzitanien), in dessen Sinne er vermittelnd zwischen dem lokalen Feudaladel und der Krone auftrat. 1229 gehörte er zu jenen Kirchenfürsten, die in Saint-Jean-de-Verges die Unterwerfung des Grafen Roger Bernard II. von Foix entgegennahmen. 1130 unternahm er eine Reise nach Rom, um dort vom Papst die Einsetzung eines neuen Legaten für Südfrankreich zu erbitten. Während der Aufstände des Trencavel 1240 und des Grafen Raimund VII. von Toulouse 1243 war Carcassonne dank des Bischofs und des königlichen Seneschalls ein Stützpfeiler der königlichen und auch katholischen Ordnung des Südens. Unter anderem gewährte es dem mehrfach zum Exil genötigten Erzbischof von Narbonne Pierre Amiel ein sicheres Refugium. Am 23. August 1246 vermittelte Clarin gemeinsam mit dem Seneschall die Unterwerfung des Trencavel gegenüber König Ludwig IX. dem Heiligen.
Bischof Clarin ist letztmals am 26. Januar 1248 urkundlich als lebend verbürgt, wenige Monate darauf starb er. Als sein Todesdatum sind aus zwei Nekrologien und einer Kirchenchronik drei verschiedene Tage überliefert (25., 26. April, 26. Mai).